# リーチ・アウト
「リーチ・アウト」（Reach Out）はイギリスの男性グループ、テイク・ザットのシングル曲。メインボーカルはゲイリー・バーロウ。
同曲はアルバム『ビューティフル・ワールド』からの3枚目のシングル曲で、ヨーロッパの何か国かでシングルとしてリリースされた。
イギリスでもリリースされる予定であったが、その次のシングル「ルール・ザ・ワールド」が先にテレビやラジオで放送されたため、キャンセルされた。

## トラック・リスト
- ドイツ CDシングル #1

1. "Reach Out" - 4:16
2. "We All Fall Down" (Acoustic) - 3:51

- ドイツ CDシングル #2

1. "Reach Out" - 4:17
2. "We All Fall Down" - 3:51
3. "Shine" (BBC Radio 2 "Live And Exclusive") - 3:36
4. "Back For Good" (BBC Radio 2 "Live And Exclusive") - 4:11